# Gladioglanis
Gladioglanis — рід риб з родини Гептаптерові ряду сомоподібних. Має 3 види. Наукова назва походить від латинського слова gladius, тобто «меч», та грецького — glanis — «риба, яка може з'їсти приманку, не торкаючись гачка (сом)».

## Опис
Загальна довжина представників цього роду коливається від 2,6 до 3,9 см. Голова та тулуб стрункі й витягнуті. Голова сплощена зверху, нагадуючи короткий меч. Є 3 пари вусів. Очі невеличкі. Спинний плавець має коротку основу. Жировий плавець помірної довжини. Грудні плавці широкі. Анальний плавець має основу, що відповідає його ширині (обидні незначні). Хвостовий плавець витягнутий.

## Спосіб життя
Є демерсальними рибами. Зустрічаються на мілині — не більше 50 см — ділянок затопленого лісу і струмків з чорною водою. Дно біотопів, де водяться ці соми, суцільно вкрите опалим листям. Тут вони ховаються вдень. Активні вночі. Харчова база не вивчена.

## Розповсюдження
Поширені у басейні річок Амазонка, Оріноко, Напо і Ріо-Негро.

## Види
- Gladioglanis anacanthus
- Gladioglanis conquistador
- Gladioglanis machadoi